# Скляренко Оксана Сергіївна
Оксана Сергіївна Скляренко (нар. 4 травня 1981, м. Новомосковськ, Дніпропетровська область, Україна) — українська легкоатлетка, бігунка на марафонських дистанціях. У 2008 році показала свій кращий результат у марафонському бігу з часом 2:36:14, вигравши бронзову медаль Туринського марафону.
Скляренко представляла Україну на Літніх олімпійських іграх 2008 року у Пекіні, де вона брала участь у змаганні з марафонського бігу, разом зі співвітчизницею Тетяною Філонюк. Вона зайняла 69 місце з часом 2:55:39.